# Clyde (rivière de l'État de New York)
La rivière Clyde est une rivière américaine d'une longueur de 43 km qui coule dans l'État de New York. Elle est un affluent de la Seneca.

## Source de la traduction
- (en) Cet article est partiellement ou en totalité issu de l’article de Wikipédia en anglais intitulé « Clyde River (New York) » (voir la liste des auteurs).